# Caesia sabulosa
Caesia sabulosa är en grästrädsväxtart som beskrevs av Boatwr. och John Charles Manning. Caesia sabulosa ingår i släktet Caesia och familjen grästrädsväxter. Inga underarter finns listade i Catalogue of Life.